# 第19回競輪祭
第19回競輪祭（だい19かい けいりんさい）は、1977年に小倉競輪場で行われた。

## 決勝戦
- 全日本競輪王戦　11月29日（火）

| 着順 | 車番 | 選手       | 登録地   |
| ---- | ---- | ---------- | -------- |
| 1    | 7    | 藤巻清志   | 神奈川県 |
| 2    | 3    | 阿部良二   | 岩手県   |
| 3    | 8    | 小山靖     | 宮城県   |
| 4    | 1    | 藤巻昇     | 北海道   |
| 5    | 6    | 葛西新蔵   | 青森県   |
| 6    | 2    | 山口国男   | 東京都   |
| 7    | 5    | 伊藤繁     | 神奈川県 |
| 8    | 9    | 谷津田陽一 | 神奈川県 |
| 9    | 4    | 中田毅彦   | 徳島県   |

- 配当 
  - 連勝単式 5－3　3860円

### レース概要
最終ホーム通過後、藤巻昇が正攻法位置の山口を叩きに出るも、山口が突っ張り激しい先頭争い。藤巻昇が山口を叩き切ったが、２角付近から阿部が豪快に捲り、４角で藤巻昇を捲り切った。これに対し、藤巻昇追走の藤巻清志が直線入り口で阿部後位に入り込み、ゴール直前、阿部をわずかに差し切って優勝。
なお、11月21日（月）に決勝戦が行われた、全日本新人王戦は、菅田順和（宮城県）が優勝した。